# Molí del Coll del Ram
El Molí del Coll del Ram és una obra d'Olost (Lluçanès) inclosa a l'Inventari del Patrimoni Arquitectònic de Catalunya.

## Descripció
Molí fariner que pertanyia al mas del Coll del Ram. L'edifici principal té dos pisos, orientat a ponent, és de pedra amb morter i teulada a doble vessant. Aquest molí formaria part d'un sistema agrícola i productiu durant l'època moderna i contemporània.
En la prospecció entorn el molí i els camps adjacents es localitzaren en superfície fragments de ceràmica vidrada i blava catalana.

## Història
Amb motiu del projecte de "Millora General. Variant d'Olost. PK 18+000 de la carretera C-154 al PK 1+300 de la carretera BV-4405. Tram: Olost", en el mes d'agost de 2006 es dugué a terme una intervenció arqueològica preventiva consistent en la prospecció arqueològica dels terrenys afectats pel projecte.